# Billy Sharp
Billy Louis Sharp (Sheffield, Inglaterra, 5 de febrero de 1986) es un futbolista británico. Juega como delantero en el Doncaster Rovers F. C. de la League One.

## Trayectoria
Sharp hizo su formación en la cantera del Sheffield United, en donde llegó a disputar dos partidos en la primera del equipo. En enero de 2005 es cedido por seis meses al Rushden & Diamonds en donde jugaría 16 partidos y marcaría nueve goles.
Para disputar la temporada 2005-06 es fichado por el Scunthorpe United por una suma total de £100 000. En su primera temporada marcaría 23 goles y en su segunda llegaría a una marca de 30 la cual ayudó a su equipo a conseguir el ascenso a la segunda división del fútbol inglés. En el equipo jugaría un total de 82 partidos teniendo una sensacional marca de 53 goles convertidos solo en dos temporadas.
El 4 de julio de 2007 fue fichado por el club que lo forjó como profesional, el Sheffield United por un total de 2 000 000 de libras. Su debut en el Sheffield fue frente al Colchester United en un encuentro que terminaría empatado a 2. Su primer gol en liga sería frente al Coventry City en una victoria por 2-1. Jugó 51 partidos y marcó 8 goles.
Para la temporada 2009/2010 fue cedido al Doncaster Rovers en donde jugaría 33 partidos y marcaría 15 goles. Después de esa gran temporada lo adquiriría por 1 000 000 de libras. teniendo buenas actuaciones jugaría otras dos temporadas más en el Doncaster disputando 49 partidos y marcando 25 goles.
El 30 de enero de 2012 fue fichado por el Southampton por una suma total de 1 800 000 libras. Su primer gol en el equipo sería el 11 de febrero de ese año frente al Burnley en un triunfo por 2-0. Nunca llegó a asentarse como un titular además de que no era muy tenido en cuenta, por lo que durante sus dos años en el club estuvo por tres clubes distintos en condición de cedido. El Nottingham Forest, en donde jugaría en la temporada 2012-13 un total de 39 partidos y marcaría 10 goles. El Reading, en donde estaría solo seis meses en 2013 y jugaría 10 partidos con 2 goles en su haber. Por último, tendría un breve regreso al Doncaster Rovers durante 2014, en donde disputaría 12 partidos y marcaría 4 goles.
El 13 de agosto de 2014 fue fichado por el Leeds United por un contrato de dos años.
El 25 de julio de 2015 fue trasferido por 500 000 libras al Sheffield United. Esta tercera etapa en el club finalizó en 2023 y durante ese tiempo consiguió ayudar al club a pasar de jugar en la League One a lograr dos ascensos a la Premier League. Entonces siguió su carrera en los Estados Unidos después de firmar en agosto por Los Angeles Galaxy para lo que quedaba de año con opción a continuar en 2024. Sin embargo, su contrato no fue renovado, quedando libre nuevamente. Entonces regresó a Inglaterra para jugar en el Hull City A. F. C. hasta final de temporada. Una vez esta terminó, optó por volver al Doncaster Rovers F. C. diez años después.

## Clubes
| Club                                | País           | Año       |
| ----------------------------------- | -------------- | --------- |
| Sheffield United F. C.              | Inglaterra     | 2004-2005 |
| Rushden & Diamonds F. C. (préstamo) | Inglaterra     | 2005      |
| Scunthorpe United F. C.             | Inglaterra     | 2005-2007 |
| Sheffield United F. C.              | Inglaterra     | 2007-2010 |
| Doncaster Rovers F. C. (préstamo)   | Inglaterra     | 2009-2010 |
| Doncaster Rovers F. C.              | Inglaterra     | 2010-2012 |
| Southampton F. C.                   | Inglaterra     | 2012-2014 |
| Nottingham Forest F. C. (préstamo)  | Inglaterra     | 2012-2013 |
| Reading F. C. (préstamo)            | Inglaterra     | 2013      |
| Doncaster Rovers F. C. (préstamo)   | Inglaterra     | 2014      |
| Leeds United F. C.                  | Inglaterra     | 2014-2015 |
| Sheffield United F. C.              | Inglaterra     | 2015-2023 |
| Los Angeles Galaxy                  | Estados Unidos | 2023      |
| Hull City A. F. C.                  | Inglaterra     | 2023-2024 |
| Doncastar Rovers F. C.              | Inglaterra     | 2024-     |

## Estadísticas

### Hat-tricks
| 1 | 16 de abril de 2005      | Nene Park, Irthlingborough | Rushden & Diamonds - Boston    |  | 4 - 2 | League Two 2004-05       |
| 2 | 16 de agosto de 2008     | Bramall Lane, Sheffield    | Sheffield Utd - QPR            |  | 3 - 0 | FL Championship 2007-08  |
| 3 | 27 de octubre de 2018    | Bramall Lane, Sheffield    | Sheffield Utd - Wigan Athletic |  | 4 - 2 | EFL Championship 2017-18 |
| 4 | 8 de febrero de 2019     | Villa Park, Birmingham     | Aston Villa - Sheffield Utd    |  | 3 - 3 | EFL Championship 2018-19 |
| 5 | 20 de septiembre de 2023 | DHS Park, Carson           | LA Galaxy - Minnesota United   |  | 4 - 3 | MLS 2023                 |

## Palmarés

### Campeonatos nacionales
| Título              | Club                    | País       | Año     |
| ------------------- | ----------------------- | ---------- | ------- |
| Football League One | Scunthorpe United F. C. | Inglaterra | 2006-07 |
| Football League One | Sheffield United F. C.  | Inglaterra | 2016-17 |